# Coherència
La coherència és la unitat temàtica d'un missatge, de manera que el receptor té la sensació de trobar-se davant un tot estructurat que transmet un missatge i no davant frases aïllades. La coherència s'aconsegueix amb mecanismes de cohesió (com els connectors, que ajuden a fer evident l'estructura textual), però també encadenant els temes de manera que la informació nova estigui precedida per informació ja coneguda. D'aquesta manera, el lector pot assimilar el que se li explica de manera progressiva i connectant-ho amb el que ja sap (i per tant es pot produir un aprenentatge significatiu si és un text didàctic). El paràgraf assegura que la informació estigui ben repartida en unitats coherents.